# Michel Vermeulin
Michel Hervé Vermeulin (ur. 6 września 1934 w Paryżu) – francuski kolarz szosowy, dwukrotny medalista olimpijski

## Kariera
Największy sukces w karierze Michel Vermeulin osiągnął w 1956 roku, kiedy wspólnie z Arnaudem Geyre i Maurice’em Moucheraudem zdobył złoty medal w drużynowym wyścig ze startu wspólnego podczas igrzysk olimpijskich w Melbourne. W rywalizacji indywidualnej został sklasyfikowany na dwunastej pozycji. Na tych samych igrzyskach wystartował także na torze – w drużynowym wyścigu na dochodzenie Francuzi w składzie: Michel Vermeulin, Jean-Claude Lecante, René Bianchi i Jean Graczyk zdobyli srebrny medal. Poza igrzyskami zwyciężył między innymi w Grand Prix de France w 1956 roku, wyścigu Paryż-Ézy w 1957 roku oraz Grand Prix Fourmies w 1960 roku. Ponadto w 1954 roku zdobył srebrny medal szosowych mistrzostw kraju w indywidualnym wyścigu ze startu wspólnego amatorów. W latach 1958–1963 rywalizował wśród profesjonalistów. Nigdy nie zdobył medalu na szosowych mistrzostwach świata.